# Чара (Хорватія)
42°56′ пн. ш. 16°56′ сх. д. / 42.93° пн. ш. 16.93° сх. д.
Чара (хорв. Čara) — населений пункт у Хорватії, в Дубровницько-Неретванській жупанії у складі міста Корчула.

## Населення
Населення за даними перепису 2011 року становило 616 осіб.
Динаміка чисельності населення поселення: